# Courtonne-la-Meurdrac
Courtonne-la-Meurdrac és un municipi francès situat al departament de Calvados i a la regió de Normandia. L'any 2007 tenia 699 habitants.

## Demografia

### Població
El 2007 la població de fet de Courtonne-la-Meurdrac era de 699 persones. Hi havia 262 famílies de les quals 52 eren unipersonals (32 homes vivint sols i 20 dones vivint soles), 81 parelles sense fills, 97 parelles amb fills i 32 famílies monoparentals amb fills.
La població ha evolucionat segons el següent gràfic:
Habitants censats

### Habitatges
El 2007 hi havia 310 habitatges, 273 eren l'habitatge principal de la família, 34 eren segones residències i 3 estaven desocupats. 304 eren cases i 4 eren apartaments. Dels 273 habitatges principals, 239 estaven ocupats pels seus propietaris, 27 estaven llogats i ocupats pels llogaters i 7 estaven cedits a títol gratuït; 9 tenien dues cambres, 32 en tenien tres, 74 en tenien quatre i 158 en tenien cinc o més. 205 habitatges disposaven pel capbaix d'una plaça de pàrquing. A 107 habitatges hi havia un automòbil i a 143 n'hi havia dos o més.

### Piràmide de població
La piràmide de població per edats i sexe el 2009 era:
| Homes | Edats   | Dones |
| ----- | ------- | ----- |
| 0     | 95 o +  | 0     |
| 4     | 90 a 94 | 0     |
| 4     | 85 a 89 | 4     |
| 4     | 80 a 84 | 4     |
| 4     | 75 a 79 | 4     |
| 16    | 70 a 74 | 8     |
| 20    | 65 a 69 | 20    |
| 8     | 60 a 64 | 20    |
| 20    | 55 a 59 | 20    |
| 24    | 50 a 54 | 32    |
| 28    | 45 a 49 | 28    |
| 36    | 40 a 44 | 32    |
| 20    | 35 a 39 | 12    |
| 12    | 30 a 34 | 28    |
| 36    | 25 a 29 | 8     |
| 24    | 20 a 24 | 4     |
| 8     | 15 a 19 | 24    |
| 4     | 10 a 14 | 40    |
| 36    | 5 a 9   | 24    |
| 16    | 0 a 4   | 16    |

## Economia
El 2007 la població en edat de treballar era de 456 persones, 327 eren actives i 129 eren inactives. De les 327 persones actives 294 estaven ocupades (160 homes i 134 dones) i 32 estaven aturades (13 homes i 19 dones). De les 129 persones inactives 47 estaven jubilades, 42 estaven estudiant i 40 estaven classificades com a «altres inactius».

### Ingressos
El 2009 a Courtonne-la-Meurdrac hi havia 273 unitats fiscals que integraven 715 persones, la mediana anual d'ingressos fiscals per persona era de 18.185 €.

### Activitats econòmiques
Dels 20 establiments que hi havia el 2007, 2 eren d'empreses de fabricació d'altres productes industrials, 9 d'empreses de construcció, 4 d'empreses de comerç i reparació d'automòbils, 1 d'una empresa d'hostatgeria i restauració, 1 d'una empresa d'informació i comunicació, 1 d'una entitat de l'administració pública i 2 d'empreses classificades com a «altres activitats de serveis».
Dels 11 establiments de servei als particulars que hi havia el 2009, 1 era un taller de reparació d'automòbils i de material agrícola, 1 paleta, 5 fusteries, 1 lampisteria, 2 electricistes i 1 perruqueria.
L'any 2000 a Courtonne-la-Meurdrac hi havia 20 explotacions agrícoles que ocupaven un total de 280 hectàrees.

## Equipaments sanitaris i escolars
El 2009 hi havia una escola elemental.

## Poblacions més properes
El següent diagrama mostra les poblacions més properes.